# Jasło
Jasło (udtale: [ˈjaswɔ]  ( hør) er en by i den sydvestlige del af Voivodskabet Nedrekarpater i det sydøstlige Polen. Rzeszów har 33.830(2021) indbyggere og et areal på	36,52 km². Den ligger i den historiske provins Lillepolen, og er administrationsby for powiatet (amt) Jasło, i hjertet af den lave bjergkæde Doły Jasielsko Sanockie i de Vestlige Karpater og den gennemsnitlige højde er 320 moh. selvom der er nogle større bakker inden for byens grænser . Byens skytshelgen er Sankt Antonius fra Padua.

## Historie
I de tidlige dage af den polske stat var Jasło en del af Kastellanet af Biecz, hvoraf Powiat Biecz opstod i det 14. århundrede. Der findes en liste over præstegårde fra 1328, skabt til at indsamle tiende, nævner en kirke i "Jassel" i Zręcin dekanat Kraków.
Sammen med en række andre steder i Lillepolen, blev landsbyen tildelt Magdeburg-rettigheder af kong Kasimir 3. af Polen, den 23. april 1366. I 1368 foretog kongen en transaktion med cisterciensermunkene - i bytte for byen Frysztak, og landsbyerne Glinik og Kobyle, og blev Jasło en kongeby. Den havde allerede en sognekirke, grundlagt før 1325 af kong Vladislav 1. af Polen.